# トゥグル川
トゥグル川（トゥグルがわ、Тугур）は、ロシア連邦ハバロフスク地方を流れる川で、オホーツク海のトゥグル湾へ注ぐ。清朝時代は「図呼勒河」と呼ばれていたが、現代中国語では「図古爾河（图古尔河）」と表記する。
川の始まりはアッスィニ川とコニン川の合流点とされ、河口までの延長は175kmある。下流は沼沢地帯を伴う低地河川で、30kmに及ぶ。中流は山地河川である。
イトウ、カワヒメマス (Grayling)、レノック (Lenok)、カワカマスといった魚が豊富であり、更に産卵のために遡上してくる。河岸にはヘラジカ、マンシュウアカシカ、ヒグマ、オオカミ、ユーラシアカワウソといった獣とイヌワシ、ミサゴ、マガン、アイサなどの鳥が生息する。
川沿いに定住集落は一つもないが、観光客・釣り人がこの地域をよく訪れる。山あいの支流でのラフティングも人気である。